# Ramón Alfredo de la Cruz Baldera
Ramón Alfredo de la Cruz Baldera (ur. 5 lipca 1961 w San Francisco de Macorís) – dominikański duchowny katolicki, biskup San Francisco de Macorís od 2021.

## Życiorys

### Prezbiterat
Święcenia kapłańskie przyjął 12 stycznia 1991 i został inkardynowany do diecezji San Francisco de Macorís. Przez kilka lat pracował duszpastersko, a następnie był wykładowcą seminarium w Santo Domingo. Od 2001 był związany z katolickim uniwersytetem Nordestana, gdzie pełnił funkcje wicerektora, a od 2008 rektora. W 2014 został rektorem uniwersytetu w Santiago de los Caballeros.

### Episkopat
15 maja 2021 papież Franciszek mianował go biskupem diecezji San Francisco de Macorís. Sakry udzielił mu 24 lipca 2021 biskup Fausto Ramón Mejía Vallejo.